# Marmax biincisa
Marmax biincisa är en fjärilsart som beskrevs av Embrik Strand 1914. Marmax biincisa ingår i släktet Marmax och familjen Thyrididae. Inga underarter finns listade i Catalogue of Life.